# Meteorregn
Ett meteorregn, en meteorsvärm eller en meteorskur består av ett större antal meteorer, "stjärnfall" som visar sig under en begränsad tid. De kan uppstå i samband med att en större meteor splittras, men vanligare är att de uppstår när jordens bana skär banan för en gammal periodisk komet. Kometens svans består av förångade rester och partiklar från dess kärna och den kan ha brutits sönder under århundradenas lopp. Så småningom sprids resterna ojämnt över hela dess bana. Dessa senare skurar varar i allmänhet en eller några dagar, upp till någon vecka, och uppkommer alltid vid samma tid varje år. Beroende av hur mycket material som just där och då finns samlat kommer intensiteten i skuren att variera från gång till gång. I tidigare skeden kan många av dessa möten ha varit mycket spektakulära och troligen givit upphov till myter om vidunder och annan skrock. Meteorerna är oftast mycket små - i storlek med sandkorn - och överlever därför mycket sällan ända ner till marken. 

## Namngivning
Meteorsvärmar namnges efter närmaste stjärnbild eller någon ljusstark stjärna som är i närheten av radianten. En meteorsvärm i Perseus benämns således Perseiderna och meteorsvärmarna i närheten av stjärnan Delta Aquarii benämns Södra Delta-Aquariderna och Norra Delta-Aquariderna. Det är Internationella astronomiska unionen som bestämmer nomenklaturen.

## Radiant

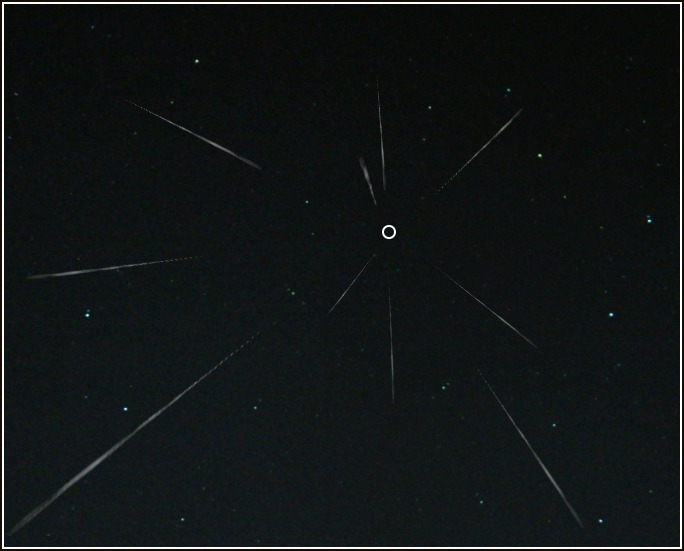
I det här diagrammet av en meteorskur markeras radianten med ett o.

Radianten eller radiationspunkten är den punkt på himlen från vilken meteorer tycks utstråla gruppvis (radiera). 
Som exempel verkar meteorerna omkring den 12 augusti framför allt utstråla från en radiationspunkt i stjärnbilden Perseus. Meteorerna den 12-14 november har en radiant i Lejonets stjärnbild. Dessa båda meteorsvärmar brukar därför kallas Perseiderna respektive Leoniderna. 
Att radianterna för meteorregnen i stort sett har fixa lägen på stjärnhimlen som är oberoende av jordens rotation visar att dessa företeelser beror på kroppar som inte hör till jorden, utan till den yttre rymden. Att meteorerna ser ut att utstråla från en radiationspunkt förklaras som ett perspektiv-fenomen, om man antar att alla meteorer som hör till samma grupp i verkligheten rör sig i nästan parallella banor. Enligt denna förklaring är radianten ingenting annat än projektionen på himmelssfären av den riktning som meteorerna rör sig. Eftersom meteorerna kan antas röra sig i paraboliska eller långsträckt elliptiska banor måste radianten långsamt förflytta sig, allteftersom jorden stöter på meteorer i skilda punkter av sin bana. En sådan förskjutning av radianten måste också inträffa på grund av jordens årliga rörelse runt solen. Detta bekräftas också av meteorobservationerna. För vissa radianter (så kallade stationära radianter) har man emellertid inte kunnat konstatera någon sådan förskjutning. 
Man har beräknat radianterna för ett stort antal meteorsvärmar. Dessa radianter är i stort sett likformigt fördelade över hela himlen, vilket visar att meteorer träffar jorden från alla möjliga håll.

## Lista över periodiska meteorsvärmar
| Några av de mer spektakulära meteorskurarna             |                                            |                                    |     |            |
|                                                         |                                            |                                    |     |            |
| Tidpunkt (Maximum)                                      | Namn                                       | Ursprung                           | ZHR | Radiant    |
| 1 januari till 5 januari (3 januari)                    | Kvadrantiderna (Bootiderna)                | Asteroid 2003 EH1                  | 120 | 15h28m +50 |
| 25 januari till 15 april (24 mars)                      | Virginiderna                               | Ekliptikal                         | 5   |            |
| 16 april till 25 april (22 april)                       | Lyriderna                                  | Komet C/1861 G1 Thatcher           | 18  | 18h08m +32 |
| 19 april till 28 maj (5 maj)                            | Maj-Aquariderna (η-Aquariderna)            | Halleys komet                      | 60  | 22h20m -01 |
| 15 april till 15 juli (19 maj)                          | Sagittariderna                             | Ekliptikal                         | 5   |            |
| 25 juni till 6 juli (30 juni)                           | Beta-Tauriderna                            | Ekliptikal Enckes komet            | 5   |            |
| 7 juli till 13 juli (9 juli)                            | Pegasiderna                                | Troligen komet C/1979 Y1 Bradfield | 3   |            |
| 12 juli till 25 augusti (3 augusti)                     | Södra Delta-Aquariderna (Juli-Aquariderna) | Ekliptikal                         | 20  | 22h26m -17 |
| 17 juli till 24 augusti (12 augusti)                    | Perseiderna (Laurentiussvärmen)            | Komet 109P/Swift-Tuttle            | 110 | 3h04m +58  |
| 6 oktober till 10 oktober (8 oktober)                   | Draconiderna (Giacobiniderna)              | Komet Giacobini-Zinner             | var |            |
| 2 oktober till 7 november (21 oktober)                  | Orioniderna                                | Halleys komet                      | 23  | 6h24m +15  |
| 1 oktober till 25 november (5 november och 12 november) | Tauriderna                                 | Ekliptikal Enckes komet            | 5   | 3h44m +14  |
| 14 november till 21 november (17 november)              | Leoniderna                                 | Komet 55P/Tempel-Tuttle            | var | 10h08m +22 |
| 7 december till 17 december (13 december)               | Geminiderna                                | Asteroid 3200 Phaethon             | 120 | 7h28m +32  |
| 17 december till 24 december (22-23 december)           | Ursiderna                                  | Tuttles komet                      | 10  | 14h28m +76 |